# ソ・ジョンハク
ソ・ジョンハク（Seo Jung-Hack, は大韓民国のオペラ歌手。米国・メトロポリタン歌劇場において、クラシック、韓国人初の男性歌手としてデビューを果たした。
ソ・ジョンハク（韓国語表記：서정학、漢字表記：徐 廷學、英語表記：Jung-Hack Seo）は、韓国の声楽家、バリトン歌手。ヴォリュームがあり、艶のある、深く温かい声（Lyric Bariton、Verdi　Bariton）が特徴的である。
メトロポリタン・オペラ・カンパニー初の韓国人バリトン歌手。1997年、1998年の2年間出演し、『セビリアの理髪師』などでタイトル・ロールをつとめた。日本での呼称はSEO（せお）。

## 経歴
学歴
ソウル大学校卒業
カーティス音楽学校卒業
1992年
アメリカ、サンフランシスコ・オペラ（Pacific Voices）に出演。
1993年,1996年にも出演している。
1996年
東洋人初のサンフランシスコ・オペラ、メローラ・グランドファイナル、最高の栄誉であるシュワバッカー・ファミリー賞を受賞する。
ニューヨーク・メトロポリタンオペラコンペティション優勝。
「ニューヨーク・タイムズ」などから、
- 「観客を魅了する強烈で洗練された音色で活気あふれる舞台をみせた」
- 「彼の将来は、光り輝くものになるだろう」
- 「彼の低音部は、ドミンゴを髣髴とさせる、深く暖かい響きを持っている」

と評される。
1997年
「ファルスタッフ」をはじめ、「ロメオとジュリエット」、「ボリス・ゴドノフ」、「ドン・カルロ」などの数々のオペラ舞台で賞賛を受ける。
メトロポリタン歌劇場、ウィーン国立歌劇場、ヴェローナなど世界各国の歌劇場で活躍。
2004年
韓国・芸術の殿堂において、「ランメルムーアのルチア」で帰還公演を行う。
2005年
釜山広域市|釜山APEC会談招請記念音楽会、ニューヨーク・カーネギーホール、ワシントン・ケネディセンターで開かれた「IMF愛国音楽会」に出演。
2006年
韓国・芸術の殿堂、「ドン・カルロ」。
現在
現在は、韓国・芸術の殿堂などでのコンサートや、KBS放送『開かれた音楽会』などに出演。
後進の指導にあたりながら、韓国、日本などで演奏活動を続けている。
カテゴリーに縛られることなく、東洋人である自身の音楽家としての原点を見つめながら、韓国、日本を拠点としてコンサート歌手として演奏活動をつづけている。
2011年
　4月　韓国ケーブルテレビ tvNがイギリスITV制作　POPSTAR TO OPERASTARのフォーマットで、「Operastar２０１１」を制作。指導・審査員として出演。
　8月　日韓文化交流コンサートを最後に、日本の活動を完全に終了した。
10月　オペラ界のスターソ・ジョンハクの特別個人レッスン「オペラを読む楽しさ」を韓国・教保文庫より出版。
2012年
　4月下旬　韓国において、Stomp MusicよりCD「Romanza」を発売
　韓国における芸能的な活動に専念している。

## 日本での活動
2004年12月19日
「所沢で第九を」第22回演奏会出演。
2008年
3月と5月に、ガラコンサートに出演（神奈川、東京）
2009年
2月、日本を拠点とした「SEO MUSICA UNITA」（セオ・ムジーカ・ウニータ）設立。「SEO MUSICA & WINNINGRUN MUSICA」として演奏活動を行う。
日本での活動に際し、名前をSEO（せお）とする。  
2009年シリーズ・コンサート「REINCARNAZIONE〜生まれかわる時〜」の公演を開始。
3月6日、序章「めざめ」
4月10日、銀座王子ホールにて第一章「告白」
7月14日、京都コンサートホール大ホールにて第二章「道しるべそして愛」
7月17日、銀座王子ホールにて第二章「道しるべそして愛」
2009年11月3日に予定されていた第三章「愛・情熱そして未来」は、シリーズの結章であり、2010年に予定されていた新シリーズ「METAMORPHOSE〜変わりゆく時〜」の序章。日本側の諸事情により、公演は延期、
2010年
　4月末から5月初旬 Sound Inn Studioにおいて　レコーディング（未発売）
6月11日(金）2009年3月開始のシリーズコンサート「REINCARNAZIONE〜生まれかわる時〜｣　第3章・結章「THE ROAD TO MUSIC」Japan　Bunkamuraオーチャードホールにて公演を行った。
8月28日には、韓国　ソウル　芸術の殿堂でのリサイタル"A Breath"が開催される。(芸術の殿堂）http://www.sac.or.kr/Program/view.jsp?prog_id=15303
11月・12月　Landmark Studio　などで、A Breath・Dark Eyes・愛の賛歌他　レコーディング(未発売）
12月24日　ホテル・オークラ東京　オーチャード・ルームにおいて　韓国料理研究家　趙善玉院長と　K-Classics Christamas Dinner Concertを開催。日本の若手TOPアーティスト　真部裕などと共演
2011年
8月12日(金）SEO MEETS HUE with Yu Manabe Strings & Takuro Iga. 韓国文化院ハンマダンホール　共演：韓国Popera（ポッペラ）デュエットHUE　　真部裕　伊賀拓郎　徳澤青弦他
事実上の日本に於けるSEOの最終公演となった。
8月12日(金）　ソ・ジョンハク　初SOLO CD　"A Breath" と"愛の讃歌・Hymne à 　l'amour"をリリース
　　　　　　共演は、東京フィルハーモニーオーケストラ、韓国の指揮者パク・サンヒョ        ン、ARIRANG FOR SEOでは、日本のハーモニカ奏者崎元譲、日本TOPクラスのアーティストと共演。レコーディングセッションには、若手ヴァイオリニスト　真部裕が加わっている。
同CDは、SEOの最終的な同意を得られなかったために、発売を断念。　
2012年
SEOは、韓国国内で地域活動に専念している。

## 所属事務所など
日本
2009年は音楽活動母体として「SEO MUSICA UNITA & WINNINGRUN MUSICA」で活動を開始。　
日本および韓国以外(世界）のProduceおよびManagementは、株式会社WINNINGRUNが行っている。
2011年12月で、日本での活動は完全に終了。韓国での芸能活動に専念。
韓国
緩やかなコラボレーションを通して活動。
: WINNINGRUNMUSICA　YouTubeチャンネル　https://www.youtube.com/user/winningrunMusic?feature=mhum

## 主なレパートリー
- Il Barbiere "Largo al factotum della città. - 『私は町のなんでも屋』（ロッシーニオペラ『セビリアの理髪師』より）
- O du mein holder Abendstern - 『夕星の歌』（ワグナーオペラ『タンホイザー』より）
- E Sogno? O Realta･･･ - 『夢か真か?』（ベルディオペラ『ファルスタッフ』より）
- Tristesse - 『別れの曲』（ショパン『エチュード』より）
- Un Amore Cosi Grande - イタリアン（カンツォーネ）
- A Breath <숨>
- 韓国歌曲

他、多数。